# O Espelho dos Acácios
O Espelho dos Acácios foi uma série portuguesa, transmitida pela RTP1, entre 24 de junho de 1978 e 2 de setembro de 1978, aos sábados, pelas 21:35, de duas em duas semanas. Trata-se de uma série de comédia e musical, protagonizada por Nicolau Breyner, retratando a história da família Acácios, desde 1870 até 1980, com todos os seus problemas e vicissitudes, numa espécie de opereta.
Até à data, não foi reposta no canal RTP Memória.

## Elenco[4][2]
- Nicolau Breyner †
- Rita Ribeiro
- Camilo de Oliveira †
- Simone de Oliveira
- Vítor de Sousa
- Luís Mascarenhas
- Maria Paula †
- Manuela Queiróz
- Luísa Salgueiro
- Igor Sampaio †
- David Silva †
- Vasco de Lima Couto †
- José de Carvalho
- Rui Luís †
- Nuno Emanuel
- Maria de Almeida
- Júlio César
- Natália de Sousa †
- Anabela
- Mariema †
- Víctor Mendes
- Octávio de Matos †

## Curiosidades
Dado o sucesso do programa, foi lançado um disco vinil com a Banda Sonora que compunha a série . 